# Windows UI Library
Windows UI Library (WinUI) はユーザーインターフェイスAPIのひとつで、Windows 8、Windows 8.1、Windows 10、Windows Phone 8.1オペレーティングシステム用のユニバーサルWindowsプラットフォームアプリ（旧称：Windowsストアアプリ）のバックボーンを形成するWindowsランタイムプログラミングモデルの一部である。コードネームはJupiterで、UWP XAMLやWinRT XAMLとしても知られる。Extensible Application Markup Language (XAML) テクノロジーを使用してユーザーインターフェイスを宣言・記述できる。
WinUIはWindowsランタイムのために組み込まれた、OSが標準で備える複数のUIフレームワークの1つ。他にはHTML5 (WinJS) やDirectXがある。
WinUI 3はWinRT XAMLを別パッケージとしてOSから分離した。これは、迅速な更新のためであり、また旧バージョンのWindowsでも新機能を動作させることができるようにするためでもある。WinUI 3は、Windows App SDK（コードネーム：Project Reunion）の一部であり、Windowsデスクトップ (Win32) とUWPの低IL (Integrity Level) アプリモデルを統合するための、マイクロソフトによる成果物のひとつである。

## Windows Phone
Windows Phone 8.0とそれ以前のバージョンはWinRT XAMLをサポートしておらず、XAMLアプリケーションはSilverlight XAMLに基づいており、XAP形式で配置されていた。
Windows Phone 8.1ではWindowsランタイムのサポートが改善され、WinRT XAMLを利用できるようになった。このプラットフォーム間の収斂により、ユニバーサルアプリはユーザーインターフェイスを含むコードのほとんどを共有しながら、Windows 8.1とWindows Phone 8.1の両方をターゲットにすることができるようになった。Windows Phone 8.1は引き続きSilverlight XAMLアプリを実行できるし、新機能やAPIに関してはSilverlight 8.1として追加されている。

## 関連技術
WinUIはWindows Presentation Foundation (WPF) およびSilverlight (WPF/E) と関連がある。いずれも類似のXAMLベースUIフレームワークであるが、WPFはデスクトップアプリに、Silverlightはポータブルアプリに使われる。WinUIはそのAPIに、これらの旧テクノロジーの両方（特にSilverlight）と同じ名前を持つものを多数使用しているが、その用途はWPF同様、Windows（さらに具体的に言うとWindows 8以降）に限定されている。主な違いは、WPFやSilverlightはC#で書かれており、アプリケーションの開発にはC#やVisual Basicなどの.NET言語が必要となる一方、WinRT XAMLはWindowsランタイムの一部であり、C++で書かれており、ネイティブコードから利用でき、C++/CXまたはC++/WinRTを使った開発ツールがある、ということである。